# 麋威
麋威（？年—？年），徐州東海郡朐縣人。糜竺之子，曾官至虎賁中郎將，兒子麋照，官至虎騎監，兩人都善於騎射。

## 人物生平
活躍於東漢末年至蜀漢中期。麋威有乃父之風，相貌雍容華貴，精通箭術與馬術，擅長騎射征戰。
自幼隨父親跟隨劉備轉戰南北，蜀國建立後，賞賜優寵。
後主建興年間，官至虎賁中郎將，統領虎賁禁兵，負責中央宿衛，秩比二千石。

## 親屬
- 父-麋竺，字子仲，東漢末年為徐州別駕從事，仕蜀漢官至安漢將軍。
- 叔-麋芳，字子方，仕蜀漢官至南郡太守，後叛蜀降吳官至將軍。
- 姑-麋氏，為蜀漢昭烈帝劉備妾室。
- 子-麋照，也便弓馬，善射禦，官至虎騎監。